# Nicanor Vázquez
Nicanor Vázquez Ubach (1861-1930) fue un pintor y dibujante español.

## Biografía
Nacido en Barcelona hacia 1861, estudió en París entre 1882 y 1883. Parte de su vida artística la desarrolló en Argentina. A Buenos Aires llegó en 1912, y de ahí pasó a Dolores (Provincia de Buenos Aires). Luego volvió a Buenos Aires y, pasando por Río de Janeiro, retornó a Cataluña en 1927. Vázquez, que fue dibujante de prensa, colaborando en diversas publicaciones periódicas como La Campana de Gracia y La Esquella de la Torratxa, ilustró una edición de las Tradiciones peruanas de Ricardo Palma, publicada por Montaner y Simón. Falleció el 18 de mayo de 1930, víctima de un ataque de apoplejía.
En el año 2013, su familia cedió a la Biblioteca de Cataluña 242 dibujos originales realizados durante el período 1880-1920.